# Lijst van voetbalinterlands Myanmar - Oman
Deze lijst van voetbalinterlands is een overzicht van alle officiële voetbalwedstrijden tussen de nationale teams van Myanmar en Oman. De landen hebben tot op heden drie keer tegen elkaar gespeeld. De eerste ontmoeting, een kwalificatiewedstrijd voor het Wereldkampioenschap voetbal 2014, werd gespeeld in Seeb op 23 juli 2011. Het laatste duel, een vriendschappelijke wedstrijd, vond plaats op 14 november 2016 in Yangon.

## Wedstrijden
| № | Plaats | Datum            | Competitie           | Wedstrijd      | Uitslag |
| - | ------ | ---------------- | -------------------- | -------------- | ------- |
| 1 | Seeb   | 23 juli 2011     | WK 2014 kwalificatie | Oman − Myanmar | 3 − 0   |
| 2 | Yangon | 28 juli 2011     | WK 2014 kwalificatie | Myanmar − Oman | 0 − 2   |
| 3 | Yangon | 14 november 2016 | Vriendschappelijk    | Myanmar − Oman | 0 − 3   |

## Samenvatting
| Competitie        | Totaal gespeeld | Winst Myanmar | Gelijk | Winst Oman | Doelsaldo Myanmar – Oman |
| ----------------- | --------------- | ------------- | ------ | ---------- | ------------------------ |
| WK-kwalificatie   | 2               | 0             | 0      | 2          | 0 − 5                    |
| Vriendschappelijk | 1               | 0             | 0      | 1          | 0 − 3                    |
| Totaal            | 3               | 0             | 0      | 3          | 0 − 8                    |

MFF · 
A-internationals · 
Myanmarees vrouwenelftal
1951 – 1959 · 
1960 – 1969 · 
1970 – 1979 · 
1980 – 1989 · 
1990 – 1999 · 
2000 – 2009 · 
2010 – 2019 ·
2020 − 2029
Bahrein ·
Bangladesh ·
Bolivia ·
Brunei ·
Burundi ·
Cambodja ·
China ·
DDR ·
Filipijnen ·
Guam ·
Hongkong ·
India ·
Indonesië ·
Irak ·
Iran ·
Israël ·
Japan ·
Kirgizië ·
Koeweit ·
Laos ·
Lesotho ·
Libanon ·
Libië ·
Luxemburg ·
Macau ·
Malediven ·
Maleisië ·
Marokko ·
Mongolië ·
Nepal ·
Nieuw-Zeeland ·
Noord-Korea ·
Oman ·
Oost-Timor ·
Pakistan ·
Palestina ·
Qatar ·
Singapore ·
Sri Lanka ·
Syrië ·
Tadzjikistan ·
Taiwan ·
Thailand ·
Turkmenistan ·
Verenigde Arabische Emiraten ·
Vietnam ·
Zuid-Korea ·
Zuid-Vietnam
OFA · A-internationals · Bondscoaches · Statistieken · Olympisch elftal · Oman U21 · Oman U20 · Oman U19 · Oman U18 · Oman U17
1970 – 1979 · 
1980 – 1989 · 
1990 – 1999 · 
2000 – 2009 · 
2010 – 2019 ·
2020 − 2029
1974 · 
1975 · 
1976 · 
1977 · 
1978 · 
1979 · 
1980 · 
1981 · 
1982 · 
1983 · 
1984 · 
1985 · 
1986 · 
1987 · 
1988 · 
1989 · 
1990 · 
1991 · 
1992 · 
1993 · 
1994 · 
1995 · 
1996 · 
1997 · 
1998 · 
1999 · 
2000 · 
2001 · 
2002 · 
2003 · 
2004 · 
2005 · 
2006 · 
2007 · 
2008 · 
2009 · 
2010 · 
2011 · 
2012 · 
2013 · 
2014 ·
2015 ·
2016 ·
2017 ·
2018 ·
2019 ·
2020 ·
2021 ·
2022 ·
2023
Afghanistan ·
Algerije ·
Australië ·
Azerbeidzjan ·
Bahrein ·
Bangladesh ·
Benin ·
Bhutan ·
Bosnië en Herzegovina ·
Brazilië ·
Bulgarije ·
Burkina Faso ·
Chili ·
China ·
Congo-Kinshasa ·
Costa Rica ·
Duitsland ·
Ecuador ·
Egypte ·
Estland ·
Filipijnen ·
Finland ·
Gabon ·
Guam ·
Haïti ·
Hongkong ·
Ierland ·
India ·
Indonesië ·
Irak ·
Iran ·
Japan ·
Jemen ·
Jordanië ·
Kazachstan ·
Kenia ·
Kirgizië ·
Koeweit ·
Kosovo ·
Laos ·
Letland ·
Libanon ·
Liberia ·
Libië ·
Macau ·
Malediven ·
Maleisië ·
Mali ·
Marokko ·
Mauritanië ·
Mozambique ·
Myanmar ·
Nepal ·
Nieuw-Zeeland ·
Noord-Korea ·
Noord-Macedonië ·
Noorwegen ·
Oezbekistan ·
Pakistan ·
Palestina ·
Paraguay ·
Qatar ·
Saoedi-Arabië ·
Senegal ·
Singapore ·
Slovenië ·
Soedan ·
Somalië ·
Sri Lanka ·
Syrië ·
Tadzjikistan ·
Taiwan ·
Thailand ·
Togo ·
Tunesië ·
Turkmenistan ·
Uruguay ·
Verenigde Arabische Emiraten ·
Verenigde Staten ·
Vietnam ·
Wit-Rusland ·
Zambia ·
Zimbabwe ·
Zuid-Korea ·
Zweden ·
Zwitserland